# Eggishorn
L'Eggishorn (2.934 m s.l.m.) è una montagna delle Alpi Bernesi.

## Descrizione
Si trova nel Canton Vallese (Distretto di Goms) nei pressi del Ghiacciaio dell'Aletsch. Una funivia raggiunge la sua vetta.
La vetta si gode di un ampio panorama sul Ghiacciaio dell'Aletsch e sulle Alpi Bernesi.